# Bayenthalgürtel 2

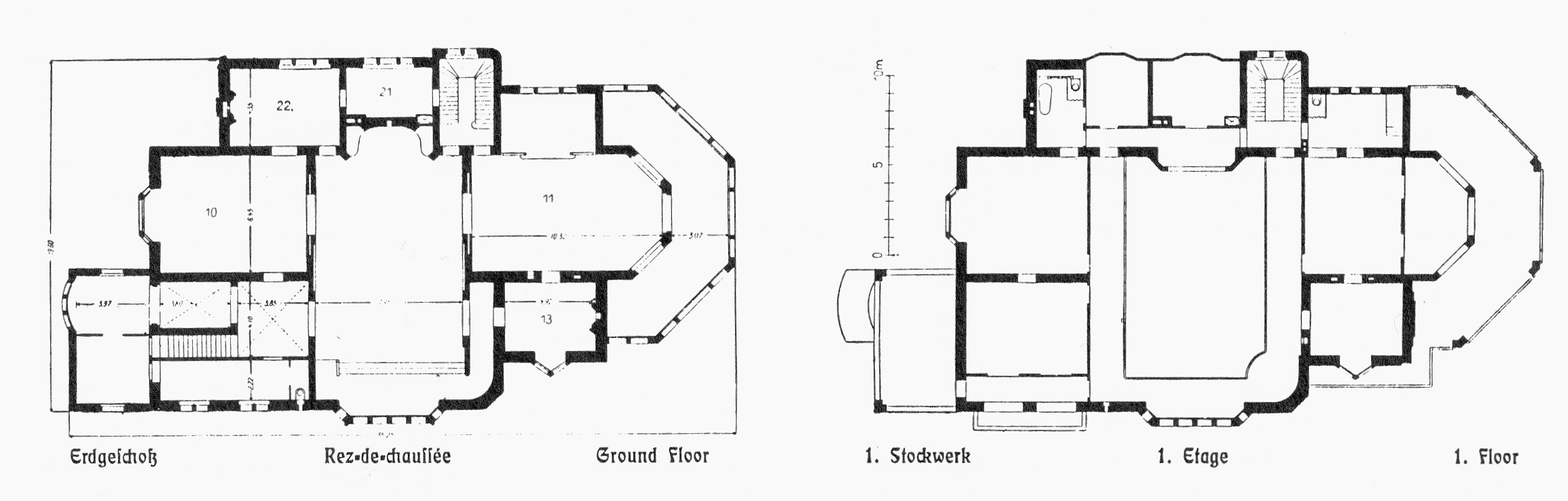

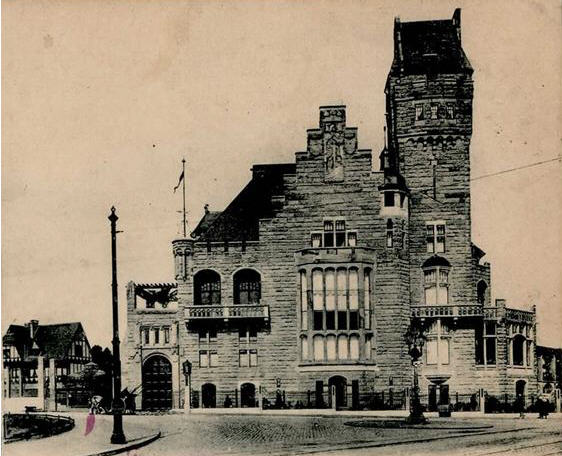
Villa Stollwerck auf einer Ansichtskarte, 1908

Die Villa Stollwerck am Bayenthalgürtel 2 in Köln-Marienburg, auch Bismarckburg genannt, war ein Wohnhaus des Schokoladenfabrikanten Heinrich Stollwerck und gehörte zur Villenkolonie Köln-Marienburg.

## Geschichte
In Verehrung des wenige Jahre zuvor verstorbenen Reichskanzlers Otto von Bismarck ließ sich Heinrich Stollwerck in den Jahren 1902 bis 1904, nach Entwürfen von Bruno Schmitz, die von ihm auch Bismarckburg genannte Villa in „mittelalterlichen, überwiegend staufischen Formen“ am Kölner Rheinufer erbauen. Heinrich Stollwercks Witwe verkaufte die Villa 1917 an Ottmar E. Strauss. Dieser hatte vor und während des Ersten Weltkrieges zusammen mit seinem Kompagnon Otto Wolff ein Vermögen in der Rüstungsindustrie verdient.
Strauss war Jude. Bereits am 1. April 1933 drangen SA-Männer in die Villa ein und zwangen Strauss zur Ausstellung eines Barschecks über 50.000 Reichsmark. Der einer geordneten wirtschaftlichen Betätigung faktisch beraubte Strauss war, auch auf Grund seiner Überschuldung, gezwungen seinem bisherigen Partner seine Anteile an der Firma Otto Wolff und zahlreichen Immobilien, darunter die Villa Stollwerck, zu überschreiben. Strauss ließ die Villa Stollwerck im Jahr 1935 „demonstrativ“ abreißen, bevor er ein Jahr später in die Schweiz emigrierte. Das bisherige Stall- und Gesindehaus blieb zunächst erhalten und wurde nach schweren Kriegszerstörungen in den 1950er-Jahren abgebrochen. Zu einer Wiederbebauung mit einer Wohnanlage des vormaligen Grundstücks der Villa kam es 1958/59.

## Beschreibung
Der burgartige Charakter der Villa entstand durch den Aufbau der Hauptseitenansicht und die Verkleidung der Fassaden mit Rustikaquadern aus graugelbem Heilbronner Sandstein und Tuffstein. Die dem Rhein zugewandte Seite zeigte eine malerische Pergola. Der Sockel war in Basalt ausgeführt. Die Gartenfronten zeigten Eichenholzfachwerk. Im Erdgeschoss befanden sich um die Diele ein Salon, zwei Gesellschaftszimmer, das Zimmer des Hausherrn, die Bibliothek, das Speisezimmer und das Rauchzimmer. Im Obergeschoss befanden sich sechs Wohn- und Schlafzimmer. Die Baukosten beliefen sich auf 460.000 Mark. 
Zwischen der 1904 eingeweihten Bismarcksäule von Arnold Hartmann in unmittelbarer Nähe des Stollwerckschen Grundstücks und der Villa bestand einige Ähnlichkeit: Die Villa Stollwerck war mit einem Turm und Dachzinnen versehen und zeigte als Giebelfigur an ihrer Hauptfassade ein stilisiertes Abbild Bismarcks in mittelalterlicher Rüstung, was auf die „Verehrung [des Besitzers] für den ersten Kanzler des Deutschen Reiches“ zurückzuführen war. Das Relief schuf der Breslauer Bildhauer Christian Behrens. Schon wenige Jahre nach dem Bau wurde die Villa in Kombination mit der Bismarcksäule im Baedeker als eine Sehenswürdigkeit erwähnt.

## Bismarckfeiern
Die Villa Stollwerck wurde unter ihrem ersten Besitzer alljährlich Schauplatz einer Bismarckfeier, bei der jeweils ein Schauspieler als Bismarcks Geist auftreten und aus den Reden des Verstorbenen rezitieren musste. Trotz ihrer Begeisterung für Bismarck verwahrten sich Heinrich Stollwerck und andere Anwohner offenbar gegen den Brauch, während der offiziellen Bismarckfeier die Bismarcksäule durch brennendes Öl zu illuminieren, und man sorgte dafür, dass die Säule einen Gasanschluss erhielt, damit die Villenbewohner und ihre Gäste nicht mehr durch Rauch und Gestank belästigt wurden.